# 유선굴
유선굴(遊仙窟)은 장문성 작품의 연애소설이다. 이 소설은 작자의 유곽에서의 견문을 토대로 씌어졌다. 한 풍류재사(才士)가 선경(仙境)에 들러서 아름다운 자매의 환대를 받고 작은 아가씨와 하룻밤의 인연을 맺는 경우를 그리고 있다. 전대(前代)에 유행했던 변려문에 당대의 속언(俗諺)을 섞어 기지가 넘치는 회화와 시의 응수는 작자의 재주를 나타내고 있다. 이야기 줄거리의 구성에 중점을 둔 당대(唐代)의 전기와는 이질적인 소설이다.

## 같이 보기
- 전기소설